# Назаренко Парасковія Олександрівна
Парасковія Олександрівна Назаренко (нар. 1951) — українська радянська діячка, стернярка Дебальцівського заводу з ремонту металургійного обладнання Донецької області. Депутат Верховної Ради СРСР 10-го скликання.

## Біографія
Освіта середня. Член ВЛКСМ
З 1970 року — стернярка ливарного цеху Дебальцівського заводу з ремонту металургійного обладнання міста Дебальцеве Донецької області.